# Кафаров, Владимир Абдул-Азим оглы
Владимир Абдул-Азим оглы Кафаров (19 мая 1935, Петропавловка — 19 июля 2000, Баку) — поэт, переводчик, публицист. Заслуженный работник культуры Азербайджанской ССР (1979), Заслуженный деятель искусств Азербайджанской ССР (1989).

## Личная жизнь
Владимир Абдул-Азим оглы Кафаров родился 19 мая 1935 года в Сабирабаде. Окончил школу в Баку, а в 1957 году - филологический факультет Азербайджанского государственного университета (ныне Бакинский Государственный Университет).
В.Кафаров скончался 19 июля 2000 года в городе Баку.

## Трудовая деятельность
В 1959 году был принят на работу редактором сценарного отдела на киностудии «Азербайджанфильм». В 1960–1963 годах В.Кафаров был литсотрудником «Литературной газеты», а с 1967 года - собкором издания по Азербайджану. С 1999 и до самой смерти Владимир Кафаров был заведующим отделом – литературным редактором газеты «Бакинский рабочий».
Занимался В.Кафаров и педагогической деятельностью — вел занятия по художественному переводу в Бакинском славянском университете.

## Творческая деятельность
Владимир Кафаров начал писать стихи рано – в 6–7 лет. Первое стихотворение – «Сын» было опубликовано 23 февраля 1952 года.
Красной нитью через всё творчество В.Кафарова проходит тема моря, родного Каспия, у берегов которого поэт любил проводить время. В его стихах доносится дыхание моряны, слышны порывы сурового хазри. Отец поэта – Абдул-Азим Кафаров был известным капитаном, к тому же В.Кафаров почти три года прожил на Нефтяных Камнях.
Еще совсем юным – в 21 год Владимир Кафаров был принят в Союз писателей СССР по рекомендации известного советского поэта и драматурга Константина Симонова. А в 1957 году В.Кафаров стал членом Союза писателей Азербайджана, став самым молодым поэтом, принятым в это литературное объединение.
Стихи и переводы В.Кафарова снискали известность как в Азербайджане, так и за рубежом. Его поэтические сборники «Невеста» (1961 год), «Две крепости» (1963 год), «Лермонтова, 123» (1965 год), «Бронзовый ветер» (1968 год), «Огонь на ветру» (1972 год) – переплески чувств и творческой экспрессии. После смерти В.Кафарова по инициативе его друзей и семьи были изданы авторские сборники: «Второе зренье» (2001 год), «Каспийская Венеция» (2002 год) и «Белая книга» (2012 год), а также переводы баяты, поэзии Мехсети, Микаил Мушвига,  Молла Панах Вагифа, Физули и Алиага Вахида.
Владимир Кафаров писал и верли́бром.
В.Кафаров внес значительный вклад в процесс ознакомления широкой читательской аудитории с лучшими достижениями азербайджанской поэзии. Им были переведены на русский язык образцы народного творчества и классической ашыгской поэзии, а также стихи поэтов-современников, в целом, произведения более 200 азербайджанских поэтов и свыше 50 ашыгов. Среди них Молла Панах Вагиф, Мухаммед Физули, Мехсети Гянджеви, Самед Вургун, Микаил Мушвиг, Алиага Вахид, Сулейман Рустам, Расул Рза, Бахтияр Вагабзаде, Мамед Араз, Алиага Кюрчайлы и другие выдающиеся представители классической и современной азербайджанской поэзии. Переводы В.Кафарова способствовали широкому признанию азербайджанской литературы на всесоюзном уровне и в международном масштабе. В 1994 году Владимир Кафaров перевёл с турецкого языка на русский сборник стихов классика турецкой поэзии Юнуса Эмре – «Венок».
Переводы жемчужин азербайджанской народной поэзии – баяты стали своего рода визитной карточкой поэта. Именно он впервые перевел баяты, считавшиеся доселе непереводимыми, сохранив их самобытность и национальный колорит. К баяты Владимир Кафаров обращался на протяжении всего своего творческого пути. Порой он переводил одно баяты по много раз, совершенствуя и оттачивая собственные переводы, будто соревнуясь с самим собой, бросая вызов самому себе. О трудностях, с которыми ему довелось столкнуться при переводе баяты В.Кафаров рассказал в своих эссе: «Большие трудности малого жанра», «Находки и потери», «Капли в море» и «Алмазы на ладони». Эти работы были переведены на девять языков мира, изданы во многих странах и до сих пор используются в качестве учебного материала в области художественного перевода.
Владимир Кафаров перевел на русский язык либретто первой оперы на Востоке - «Лейли и Меджнун» великого Узеира Гаджибейли. Затем последовали «Дурна» Саида Рустамова и Сулеймана Рустама, «Улдуз» Сулеймана Алескерова, «Гёзюн айдын» Фикрета Амирова и Мамеда Ализаде. Известность снискали и его переводы стихотворений, переложенных на музыку современных азербайджанских композиторов. В переводах В.Кафарова на русский язык они сохранили свою лирику и яркую самобытность.
Владимир Кафаров долго и плодотворно сотрудничал с известным композитором Тофиком Кулиевым. Песни «Не гордись!» (азерб. Sənə də qalmaz) и «Мой город красоты» (азерб. Bakı, əziz şəhər), исполненные выдающимся Рашидом Бейбутовым, - особые вехи в творческой судьбе В.Кафарова. Им написаны стихи к песням «Вечерний Баку» и «Бакинская осень», музыку к которым создал Полад Бюльбюльоглу, а исполнил блистательный Муслим Магомаев.
Владимир Кафаров перевел Коран на русский язык, сохранив размер и ритмику аятов.
В 1980-х годах В.Кафаров был избран членом Всесоюзного совета по художественному переводу от Азербайджана, а в 1968–1985 годах неоднократно удостаивался Почётных грамот Президиума Верховного Совета Азербайджанской ССР. Им переведены лучшие образцы азербайджанской народной поэзии, среди которых можно особо выделить сборники «Баяты» и «Баяты-песни», десять изданий из книжной серии «Азербайджанская ашыгская поэзия», фрагменты из эпоса «Китаби-Деде Горгуд» и поэтические переложения из дастана «Кёроглу».Также после его смерти по инициативе друзей и семьи были опубликованы сборник переводов байаты «Встречи и разлуки» (2001 год) и сборник эссе о художественном переводе «Уроки мастерства» (2005 год).
Владимир Кафаров отличался научным подходом к художественному переводу и является автором ряда научных статей, посвящённых этой области. Некоторые его переводы были включены в учебные программы общеобразовательных школ, а сборник его эссе о художественном переводе используется в качестве учебного пособия для студентов Бакинского славянского университета.
В.Кафаров всегда уделял особое внимание юным дарованиям – молодым, начинающим поэтам и писателям, всячески помогал и поддерживал их. Многим из них дал путевку в жизнь именно В.Кафаров – ходатайствовал для принятия в Литературный институт имени А. М. Горького, наставлял и содействовал их творческому продвижению. В.Кафаров вел литературное объединение «Родник», его ученики хранят теплые воспоминания о своем устаде – так уважительно называли они Владимира Кафарова, который еще при жизни был признан «патриархом художественного перевода в Азербайджане». И это вовсе не случайно – В.Кафаров является основоположником научно-художественного перевода в Азербайджане.

## Наследие
В 1985 году в Москве состоялось торжественное празднование 50-летия Владимира Кафарова. В том же году в Союзе писателей СССР переведенная Владимиром Кафаровым антология ашыгской поэзии - «Я, ашуг, люблю тебя» была удостоена высокой оценки литературных критиков и с успехом издана.
О его переводах высоко отзывались видные русские поэты, среди которых Павел Антокольский, Константин Симонов, Ярослав Смеляков и Егор Исаев.
Творчество Владимира Кафарова стало предметом научных исследований. В 1988 году Гейдар Оруджев защитил диссертацию «Творчество Владимира Кафарова в контексте русско-азербайджанских литературных связей», а в 2000 году Светлана Мамедова посвятила свою научную работу «Владимир Кафаров — переводчик ашыгской поэзии» творчеству Владимира Кафарова.
19 мая 2004 года библиотеке на Нефтяных Камнях было присвоено имя Владимира Кафарова, а 31 мая того же года в Центре русской культуры состоялся вечер памяти, посвящённый его творческому наследию.

## Награды
- Почётное звание «Заслуженный работник культуры Азербайджанской ССР» — 30 июля 1979 года[14]
- Почётное звание «Заслуженный деятель искусств Азербайджанской ССР» — 21 марта 1989 года[15]
- Премия «Хумай» — 1999 год[16]
- Премия имени Микаила Мушвига — 1999 год

### Комментарии
1. ↑  До Владимира Кафарова предпринимались попытки перевести баяты, однако все они оказались тщетными или не особо удачными. Баяты – народный поэтический жанр, в котором первые две строки выполняют функцию зачина. Тем, кто не знаком с укладом жизни в Азербайджане, песнями пастухов и ашыгов-сказителей, было трудно понять функцию зачина в баяты, не носившего особо смысла, а просто подготавливавшего читателя к основному смыслу, заключенному в последних двух строках, поэтому долгое время баяты считались непереводимыми и не были оценены по достоинству. Владимиру Кафарову удалось в полной мере раскрыть красоту и самобытность баяты – малого жанра с глубоким смыслом и жизненной философией.